# Osnovna šola Slave Klavore
Osnovna šola Slave Klavore je javni zavod, ki skrbi za primarno izobraževanje otrok v severnem delu Mestne četrti Tezno v Mariboru. Poimenovana je po narodni herojinji Slavi Klavori. Sedež šole se nahaja na Štrekljevi ulici 31, neposredno ob Stražunskem gozdu.
Šolo je 25. maja 1965 ustanovila skupščina občine Maribor-Tezno. Glavni razlog za postavitev šole je bila obširna pozidava Tezna in s tem povezano hitro naraščanje prebivalstva. 
Ravnatelj: Danijel Lilek